# Prêmio Multishow de Música Brasileira 1999
O Prêmio Multishow de Música Brasileira 1999 foi a sexta edição da premiação realizada pelo canal de televisão Multishow. Ocorreu em 25 de maio de 1999 e foi transmitido ao vivo do Canecão, às 21:30 horas. Esta edição foi apresentada pelo produtor musical João Marcello Bôscoli e por Alessandra Calor, apresentadora do programa Radical Livre.
Nesta edição, a escolha dos indicados pelo público, que anteriormente era realizada por telefone, passou a ser efetuada pela internet. Foram mais de 26 mil votos, o dobro do ano anterior.

## Categorias
| Categoria             | Vencedor                              | Indicados |
| --------------------- | ------------------------------------- | --- |
| Melhor Cantor         | Caetano Veloso                        | - Djavan - Ed Motta - Milton Nascimento - Samuel Rosa                                                                    |
| Melhor Cantora        | Ivete Sangalo                         | - Daniela Mercury - Marisa Monte - Rita Lee - Zélia Duncan                                                               |
| Melhor Música         | Titãs — É Preciso Saber Viver         | - Banda Eva — Carro Velho - Caetano Veloso — Sozinho - Jota Quest — Fácil - Skank — Resposta                             |
| Melhor Clipe          | Skank — Saideira                      | - Barão Vermelho — Por Você - Pato Fu — Eu Sei - Titãs — É Preciso Saber Viver - Zélia Duncan — Verbos Sujeitos          |
| Melhor Show           | Terra Samba                           | - Jota Quest - Os Paralamas do Sucesso - Skank - Titãs                                                                   |
| Melhor CD             | Titãs — Volume Dois                   | - Chico Buarque — As Cidades - Jota Quest — De Volta ao Planeta - Os Paralamas do Sucesso — Hey Na Na - Skank — Siderado |
| Revelação             | Fat Family                            | - Farofa Carioca - Nativus - Terra Samba - Vinny                                                                         |
| Melhor Grupo          | Titãs                                 | - Jota Quest - Os Paralamas do Sucesso - Pato Fu - Skank                                                                 |
| Melhor Instrumentista | João Barone (Os Paralamas do Sucesso) | - Carlinhos Brown - Marcos Suzano - Roberto de Carvalho - Tony Bellotto (Titãs)                                          |